# Hubert Wittmann
Hubert Wittmann (* 31. Juli 1923 in Burghausen; † 27. April 2021) war ein deutscher Maler und Grafiker und war in der DDR Hochschullehrer.

## Leben und Werk
Wittmann nahm als Soldat der Wehrmacht am Zweiten Weltkrieg teil. Nach der Kriegsgefangenschaft verschlug es ihn eher zufällig nach Halle/Saale. Dort studierte er von 1946 bis 1953 bei Kurt Bunge und Charles Crodel am Institut für künstlerischen Werkgestaltung Halle – Burg Giebichenstein. Danach war er in Halle freischaffend als Maler, Grafiker und Kunsterzieher tätig. Von 1976 bis 1986 leitete er als Dozent die Abteilung Abendstudium an der Hochschule für industrielle Formgestaltung Halle – Burg Giebichenstein.
Seit 1986 arbeitete Wittmann wieder als freischaffender Künstler. 2005 zog er mit seiner Frau Verena (1932–2020), einer Textilkünstlerin, aus Schochwitz, wo sie ein großes Atelier hatten, wieder nach Halle in eine Wohnung in einem Hochhaus.
Wittmann war bis 1990 Mitglied des Verbands Bildender Künstler der DDR.

## Rezeption
„Inspirationen für seine Halle-Bilder, die vor wunderbarer Farbigkeit geradezu explodieren, ist vielmehr der Park zwischen Neustadt und Heide-Süd. Waren neben abstrakten Bildern in den letzten Jahren auch immer wieder Schochwitzer Landschaften unter dem Pinsel des Künstlers entstanden, so sind es heute Herbstbäume, winterliche Teiche oder das Frühlingserwachen im Park bei Neustadt. Rosa, Grün, Gelb, Orange, Blau, Ocker oder Lila ergänzen sich zu eindrücklichen Kompositionen …“

## Werke (Auswahl)

### Tafelbilder
- Marionetten (1949, Öl auf Leinwand, 60,5 × 66,5 cm; Puppentheatersammlung Dresden, Inv.- Nr. 6014)[3]
- Blumenstrauß (um 1962, Öl; auf der Fünften Deutschen Kunstausstellung)[4]

### Zeichnungen und Druckgrafik
- o. T., Studie für ein Frauenporträt (nach 1950, Federzeichnung, 61 × 42 cm; Museum Schloss Bernburg)[5]
- o. T., Dorfansicht (1968, Holzschnitt, 30 × 42 cm)[6]

### Architekturbezogene Arbeiten
- Wandgestaltung des Eingangsbereichs einer Sporthalle in Piesteritz (1970er Jahre, Sgraffito; mit Wolfgang Barton)

## Teilnahme an Ausstellungen
- 1962/1963: Dresden, Fünfte Deutsche Kunstausstellung
- 1969, 1974 und 1979: Halle/Saale, Bezirkskunstausstellungen
- 2016/2017: Halle/Saale, Kunstmuseum Moritzburg („Gewebte Träume – Der Bildteppich in Mitteldeutschland. Reflexionen auf Jean Lurçat“)